# Scopula trisinuata
Scopula trisinuata là một loài bướm đêm trong họ Geometridae.